# Cornus lepagei
Cornus lepagei är en kornellväxtart som beskrevs av Gervais och Blondeau. Cornus lepagei ingår i släktet korneller, och familjen kornellväxter. Inga underarter finns listade i Catalogue of Life.